# Virginie Ledoyen
Virginie Ledoyen, pseudonimo di Virginie Fernández (Parigi, 15 novembre 1976), è un'attrice e modella francese.

## Biografia
Virginie Ledoyen è nata il 15 novembre del 1976 a Parigi, da padre Bernard Fernández, un commerciante francese di origini spagnole, e da madre Olga Fernández, una ristoratrice francese, che hanno divorziato quando Virginie aveva dieci anni.

## Carriera

### Gli esordi
Virginie Ledoyen sin dall'età di due anni, dal 1979, gira spot pubblicitari e in seguito prende il nome d'arte di "Ledoyen" dalla nonna materna, che era un'attrice teatrale. Nel 1986 è apparsa nel clip Sauver l'amour di Daniel Balavoine e lo stesso anno è entrata a far parte della scuola per ragazzi nel mondo dello spettacolo (Rognoni) a Parigi  . Nel 1986 debutta al cinema all'età di 10 anni con il film franco - italiano Les Exploits d'un jeune Don Juan - L'iniziazione diretto da Gianfranco Mingozzi.

### Rivelazione critica

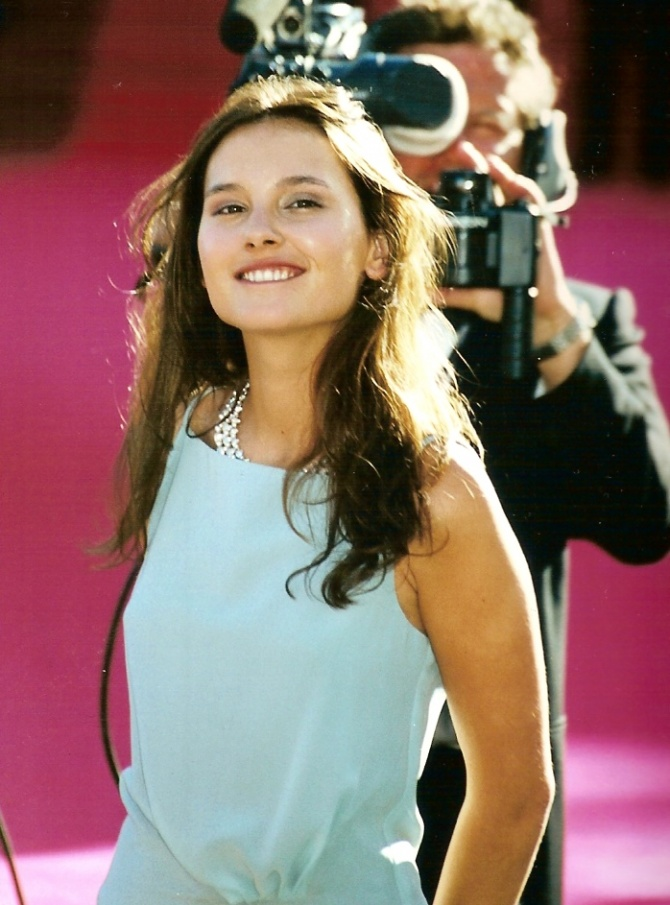
Virginie Ledoyen al Festival di Cannes 2000, dove è maestra di cerimonie.

Nel 1991 all'età di quattordici anni, è stata scelta da Philomène Esposito per interpretare il ruolo principale nel film Mima. Pochi mesi dopo ha recitato con Marcello Mastroianni e Michel Piccoli ne Le Voleur d'enfants diretto da Christian de Chalonge.
Nel 1993 è stata nominata al César du cinema come Miglior giovane speranza femminile per la sua interpretazione nel film Les Marmottes diretto da Élie Chouraqui. Successivamente ha incontrato il regista Olivier Assayas, con il quale ha realizzato due film.
Nel 1995 il successo arriva con La Fille seule, per il quale è stata nominata per il Premio César. Nel 1999 è diventata ambasciatrice e musa ispiratrice del marchio di cosmetici L'Oréal.
Nel 2000 ha tentato la carriera hollywoodiana, interpretando il ruolo di protagonista femminile nel thriller d'avventura The Beach, primo saggio americano del regista britannico Danny Boyle , che è stato girato sulle isole Phi Phi, in Thailandia, al fianco di Leonardo DiCaprio e Guillaume Canet. Per parte francese, fa parte del cast di un adattamento televisivo de I miserabili di Josée Dayan, dove ha interpretato il ruolo di Cosette, al fianco di Gérard Depardieu. Questa esposizione mediatica lo conferma come il valore crescente di un cinema più mainstream.

### Diversificazione

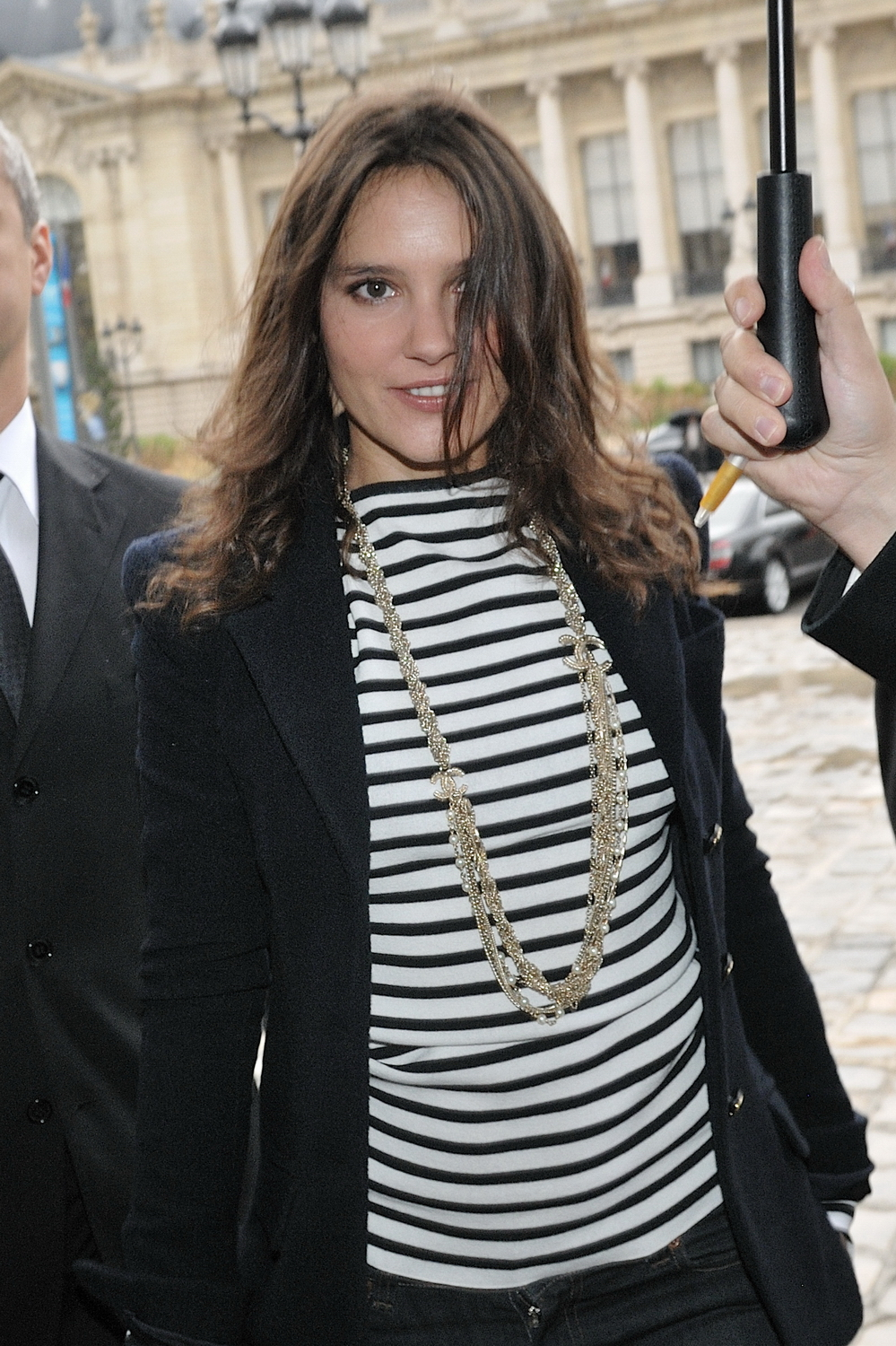
Virginie Ledoyen nel 2010 alla sfilata della collezione primavera-estate di Chanel.

Nel 2002 ha fatto parte del cast di quattro stelle di Huit Femmes di François Ozon, in cui ha cantato Toi mon amour, mon ami di Marie Laforêt. Il successo di critica e commerciale del film lo ha rilanciato, dopo la semi-delusione di La Plage.
Nel 2003 si è entrata a far parte del cast dello storico film Bon voyage diretto da Jean-Paul Rappeneau, ma anche con un piccolo ruolo nella commedia da scolaretti che sarebbe diventata cult Pistole nude (Mais qui a tué Pamela Rose?) diretto da Éric Lartigau.
Nel 2004 è stata membro della giuria internazionale del Tokyo International Film Festival. Ma soprattutto cerca di imporsi come headliner essendo l'eroina del film horror francese, Saint Ange diretto da Pascal Laugier.
Ha continuato nei cast corali e si è ripiegata sulle commedie popolari, sotto la direzione di scrittori-registi esperti del genere: il veterano Francis Veber nel 2006, per Una top model nel mio letto (La Doublure), condotto da Gad Elmaleh e Alice Taglioni; nel 2008 ha recitato in L'Emmerdeur con Patrick Timsit nel ruolo del protagonista, e Mes amis, mes amours diretto da Lorraine Lévy. Ha collaborato anche con il regista della commedia d'autore Emmanuel Mouret nel 2007 per Un baiser, s'il vous plaît!.
Nel 2007 ha recitato con Arié Elmaleh nell'opera teatrale di Fabrice Roger-Lacan Irrésistible, per la regia di Isabelle Nanty.
Nel 2009 è tornata al cinema e al teatro, in compagnia di Simon Abkarian e Jean-Pierre Darroussin, nell'affresco storico L'Armée du crime diretto da Robert Guédiguian, basato sulla resistenza del gruppo manouchiano contro l'occupante tedesco e la governo di Vichy.
Nel 2010 è diventata il volto del marchio IKKS insieme a Vincent Pérez  e ha recitato un ruolo secondario nella commedia Tout ce qui brille, successo di pubblico e di critica di Géraldine Nakache e Hervé Mimran.

### Ritorno al dramma e alla televisione

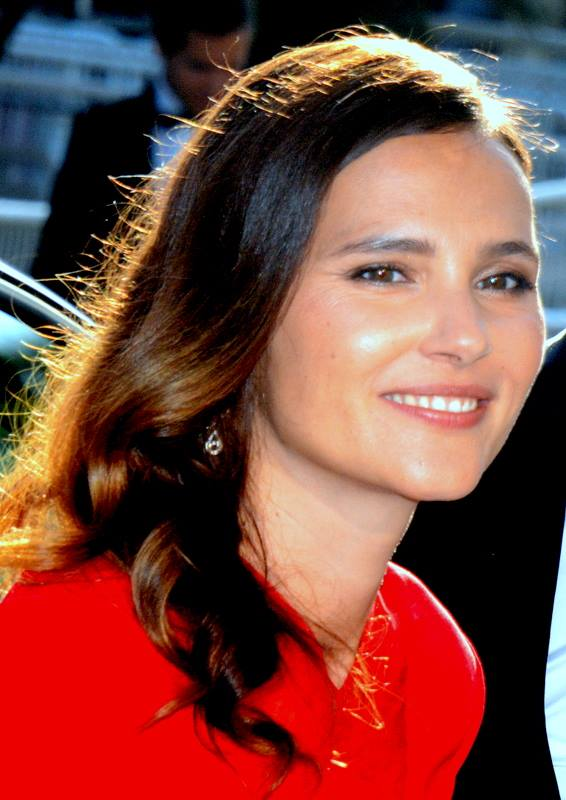
Virginie Ledoyen alla premiere del film Enragés al Festival di Cannes 2015.

Per ottenere il suo primo ruolo di donna d'azione, si è rivolta alla televisione: nel 2011 è stata scelta per la serie XIII , una coproduzione internazionale trasmessa in Francia dal canale Canal+, dove ha interpretato un killer a spietate pedine russe. La serie viene però accolta male dalla critica, e rielaborata in profondità per la sua seconda stagione, e l'attrice non si rinnova.
Fu l'anno successivo che riuscì finalmente a riconnettersi con un progetto acclamato in tutto il mondo, interpretando la duchessa di Polignac, una delle tre protagoniste dell'affresco storico Les Adieux à la reine, che segnò anche il suo ricongiungimento con Benoît Jacquot. Tuttavia, sono le esibizioni di Diane Kruger e Léa Seydoux ad attirare particolarmente l'attenzione. Nello stesso anno ha prestato la sua voce al personaggio di Chloé Lynch nel gioco Call of Duty: Black Ops 2 , e ha preso parte a À votre bon coeur, mesdames, un nuovo lungometraggio a basso budget di Jean-Pierre Mocky.
Nel 2013 si è riunita con Emmanuel Mouret per il suo primo saggio drammatico, Une autre vie. Nello stesso anno è stata membro della giuria del lungometraggio alla Mostra internazionale d'arte cinematografica.
Nel 2014 ha preso parte a due progetti più modesti: nella commedia drammatica Ablations diretto da Arnold de Parscau e nella commedia drammatica indipendente Le Monde de Fred diretto da Valérie Müller. L'anno successivo, nel 2015, ha interpretato l'unico ruolo da protagonista femminile nel film d'azione franco-canadese Enragés diretto da Éric Hannezo. Nello stesso anno, posa senza veli per la rivista francese Lui.

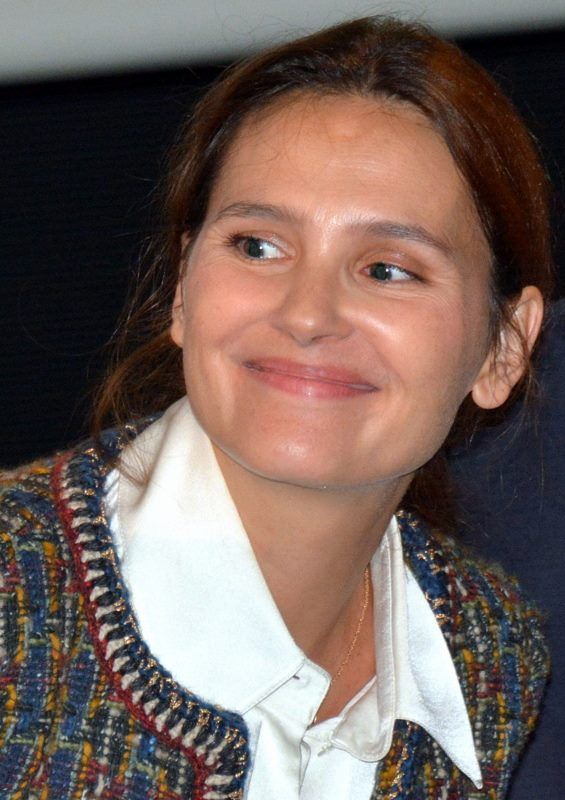
Virginie Ledoyen nel 2017 durante le riprese della miniserie Solo uno sguardo (Juste un regard).

Nel 2017 decide quindi di tornare in televisione: dove ricopre il ruolo principale nel film televisivo Mélancolie Ouvrière diretto da Gérard Mordillat e dove ha recitato insieme ad attori come con Philippe Torreton e François Cluzet. Nel film televisivo ricopre il ruolo di Lucie Baud, una delle prime sindacaliste francesi, operaia nella tessitura della seta, mentre le riprese si sono svolte a Saint-Julien-Molin-Molette. Nello stesso anno è stata inclusa nel cast della miniserie di TF1 Solo uno sguardo (Juste un regard), in cui ha ricoperto il ruolo di Eva Beaufils.
Al Festival di Cannes 2018 ha fatto parte della giuria Un Certain Regard presieduta da Benicio del Toro. Nello stesso anno è apparsa in due lungometraggi: nella commedia MILF e in Remi (Rémi sans famille) diretto da Antoine Blossier. Al Festival di Cannes 2019 ha presieduto la giuria con il premio Queer Palm.

## Vita privata
Virginie Ledoyen il 27 settembre 2001 ha dato alla luce una figlia che si chiama Lila, nata dalla relazione con Louis Saint-Calbre, che ha incontrato nel 1996 sul set del film Héroïnes diretto da Gérard Krawczyk.
Inoltre, è stata anche la compagna del cantante Benjamin Biolay e del regista Pascal Laugier. Dal 2007 alla primavera del 2015 ha vissuto con l'attore Arié Elmaleh, dal quale ha avuto un figlio che si chiama Isaac, nato nel luglio 2010 e una figlia che si chiama Amalia, nata il 23 aprile 2015.

## Filmografia

### Cinema
- L'iniziazione (Les exploits d'un jeune Don Juan), regia di Gianfranco Mingozzi (1986)
- Lo más natural (1991)
- Il ladro di ragazzi (Le voleur d'enfants), regia di Christian de Chalonge (1991)
- Mima, regia di Philomène Esposito (1991)
- Les Marmottes, regia di Élie Chouraqui (1993)
- La Folie douce, regia di Frédéric Jardin (1994)
- L'eau froide, regia di Olivier Assayas (1994)
- La Fille seule, regia di Benoît Jacquot (1995)
- Il buio nella mente (La Cérémonie), regia di Claude Chabrol (1995)
- Mahjong, regia di Edward Yang (1996)
- Héroïnes, regia di Gérard Krawczyk (1996)
- Ma 6-T va crack-er, regia di Jean-François Richet (1997)
- Marianne, regia di Benoît Jacquot (1997)
- Jeanne et le garçon formidable, regia di Olivier Ducastel, Jacques Martineau (1997)
- La figlia di un soldato non piange mai (A Soldier's Daughter Never Cries), regia di James Ivory (1998)
- Fin août, début septembre, regia di Olivier Assayas (1998)
- La cliente (En plein coeur), regia di Pierre Jolivet (1998)
- The Beach, regia di Danny Boyle (2000)
- De l'amour, regia di Jean-François Richet (2001)
- 8 donne e un mistero (8 Femmes), regia di François Ozon (2002)
- Josy (2002)
- Pistole nude (Mais qui a tué Pamela Rose?), regia di Éric Lartigau (2003)
- Bon Voyage, regia di Jean-Paul Rappeneau (2003)
- Saint Ange, regia di Pascal Laugier (2004)
- Holly, regia di Guy Moshe (2006)
- Una top model nel mio letto (La doublure), regia di Francis Veber (2006)
- The Backwoods - Prigionieri nel bosco, regia di Koldo Serra (2006)
- Solo un bacio per favore (Un baiser, s'il vous plait), regia di Emmanuel Moret (2007)
- Mes amis, mes amours, regia di Lorraine Lévy (2008)
- Il rompiballe (L'Emmerdeur), regia di Francis Veber (2008)
- L'Armée du crime, regia di Robert Guédiguian (2009)
- Tout ce qui brille, regia di Hervé Mimran e Géraldine Nakache (2010)
- Addio mia regina, regia di Benoît Jacquot (2012)
- Une autre vie, regia di Emmanuel Mouret (2013)
- À votre bon cœur, mesdames, regia di Jean-Pierre Mocky (2013)
- Ablations, regia di Arnold de Parscau (2014)
- Le Monde de Fred, regia di Valérie Müller (2014)
- Enragés, regia di Éric Hannezo (2015)
- Drôles d'oiseaux, regia di Élise Girard (2017)
- MILF, regia di Axelle Laffont (2018)
- Remi (Rémi sans famille), regia di Antoine Blossier (2018)
- Notre dame, regia di Valérie Donzelli (2019)
- Il coraggio di Blanche (L'Amour et les Forêts), regia di Valérie Donzelli (2023)
- Le Retour, regia di Catherine Corsini (2023)

### Televisione
- La vie en panne – miniserie TV (1988)
- Haute tension – serie TV, 1 episodio (1990)
- La règle de l'homme, regia di Jean-Daniel Verhaeghe – film TV (1995)
- Tous les garçons et les filles de leur âge... – serie TV, 1 episodio (1994)
- Les Sensuels, regia di Michel Marx – film TV (1995)
- La vie de Marianne – serie TV, 2 episodi (1995)
- I miserabili (Les misérables) – miniserie TV, 4 episodi (2000)
- La cape et l'épée – serie TV, 1 episodio (2000)
- Merci pour l'info – serie TV, 1 episodio (2004)
- Myster Mocky présente – serie TV, 2 episodi (2009, 2020)
- XIII – serie TV, 13 episodi (2011)
- Scènes de ménages – serie TV, 1 episodio (2013)
- Solo uno sguardo (Juste un regard) – miniserie TV, 6 episodi (2017)
- Mélancolie ouvrière, regia di Gérard Mordillat – film TV (2017)
- Capitaine Marleau – serie TV, 1 episodio (2020)
- They Were Ten – miniserie TV, 6 episodi (2020)
- Nona et ses filles – serie TV, 9 episodi (2021)
- L'île aux 30 cercueils – miniserie TV, 6 episodi (2022)
- La favorita del re (Diane de Poitiers), regia di Josée Dayan – miniserie TV (2022)

### Cortometraggi
- Sur la route, regia di Antoine Santana (1995)
- Témoins, regia di David Koch (2016)

### Clip
- Le Train – clip della canzone di Marc Lavoine, realizzato da Jérémie Lippmann (2021)

### Podcast
- L'Employé, episodio 8 La Supérieure (2020)

### Video musicali
- Happiness con Adam Cohen (2005)
- Opium con Louis (2006)
- Affliction di The Penelopes (2020)

## Doppiatrici italiane
Nelle versioni in italiano dei suoi film e delle sue serie TV, Virginie Ledoyen è stata doppiata da:
- Stella Musy[13] ne Il buio nella mente[14], in The Beach[15], in XIII[16]
- Eleonora De Angelis[17] in Il ladro di ragazzi[18], in Bon Voyage[19]
- Ilaria Stagni[20] in La figlia di un soldato non piange mai[21]
- Myriam Catania[22] in I miserabili[23]
- Alida Milana[24] in 8 donne e un mistero[25]
- Federica De Bortoli[26] in Saint Ange[27]
- Francesca Fiorentini[28] in Una top model nel mio letto[29]
- Antonella Rinaldi[30] in The Backwoods - Prigionieri nel bosco[31]
- Giuppy Izzo[32] in Solo uno sguardo[33]
- Patrizia Mottola[34] in Solo un bacio per favore[35]
- Francesca Manicone[36] in MILF[37]
- Valentina Mari[38] in Remi[39]
- Ilaria Latini in Il coraggio di Blanche

## Riconoscimenti
- Berlin International Film Festival
  - 2002: Vincitrice come Eccezionale risultato artistico per 8 donne e un mistero (8 femmes) insieme a Fanny Ardant, Emmanuelle Béart, Danielle Darrieux, Catherine Deneuve, Isabelle Huppert, Firmine Richard e Ludivine Sagnier
- César Awards, France
  - 1994: Candidata come Attrice più promettente per Les marmottes
  - 1995: Candidata come Attrice più promettente per L'eau froide
  - 1996: Candidata come Attrice più promettente per La fille seule
- DOC LA
  - 2017: Vincitrice come Miglior attrice per Témoins
- European Film Awards
  - 2002: Vincitrice come Attrice europea per 8 donne e un mistero (8 femmes) insieme a Fanny Ardant, Emmanuelle Béart, Danielle Darrieux, Catherine Deneuve, Isabelle Huppert, Firmine Richard e Ludivine Sagnier
- Paris Film Festival
  - 1998: Vincitrice come Miglior attrice per Jeanne et le garçon formidable
- SACD Awards
  - 1998: Vincitrice al Suzanne Bianchetti Award
- Teen Choice Awards
  - 2000: Candidata come Scelta Chimica per The Beach insieme a Leonardo DiCaprio
- Yoga Awards
  - 2003: Vincitrice come Peggior attrice straniera per 8 donne e un mistero (8 femmes) insieme a Fanny Ardant, Emmanuelle Béart, Danielle Darrieux, Catherine Deneuve, Isabelle Huppert, Firmine Richard e Ludivine Sagnier